# Turbonilla penascoencis
Turbonilla penascoencis är en snäckart som beskrevs av Lowe 1935. Turbonilla penascoencis ingår i släktet Turbonilla och familjen Pyramidellidae. Inga underarter finns listade i Catalogue of Life.